# Седрик Соарес
Седрик Рикардо Алвес Соарес (порт. Cédric Ricardo Alves Soares; Зинген, 31. август 1991), познатији као Седрик Соарес или само Седрик, професионални је португалски фудбалер који примарно игра у одбрани на позицији десног бека. Тренутно наступа за Арсенал и репрезентацију Португалије.

## Клупска каријера
Седрик је рођен у немачком Зингену у породици португалских имиграната, али убрзо након његовог рођења његови родитељи су се вратили у Португал. Као осмогодишњи дечак Седрик се прикључио омладинском погону лисабонског Спортинга где је интензивније почео да тренира фудбал. 
За први тим Спортинга дебитовао је 8. маја 2011. у првенственој утакмици против Виторије Сетубал, а потом је наредне сезоне, заједно са саиграчем Адријеном Силвом, зарад даљег усавршавања прослеђен на једногодишњу позајмицу у прволигаша Академику из Коимбре. Седрик је те сезоне имао улогу стандардног првотимца у Академики, а круна сезоне било је освајање трофеја португалског купа након победе у финалу управо против Спортинга. Након повратка у матични клуб постепено успева да се избори за место стандардног првотимца.
Након три сезоне у Спортингу, Седрик у јуну 2015. прелази у енглеског премијерлигаша Саутемптон са којим потписује четворогодишњи уговор вредан око 7 милиона евра. За нови тим дебитује 30. јула у квалификационој утакмици Лиге Европе против холандског Витесеа, а десет дана касније игра и своју прву премијерлигашку утакмицу против Њукасл јунајтеда.
Након што је 31. јануара 2020. године заиграо за Арсенал на позајмици из Саутемптона, 24. јуна исте године је потписао уговор за стално са лондонским клубом јер Саутемптон није желео да га продужи. За Арсенал је дебитовао на утакмици против Норича 1. јула када је постигао и свој први гол за свој нови тим.

## Репрезентативна каријера
Седрик је играо за све млађе репрезентативне селекције своје земље, а дебитантски наступ за сениорску репрезентацију Португала имао је 11. октобра 2014. у пријатељској утакмици са Француском у Паризу. Три дана касније одиграо је и прву такмичарску утакмицу, у квалификацијама за европско првенство противник у Копенхагену је била селекција Данске.
У наредном периоду Седрик постаје стандардним репрезентативцем, те игра на наредна три велика такмичења: Европском првенству 2016, Купу конфедерација 2017. и Светском првенству 2018. године. Највећи успех остварује у Француској 2016. где репрезентација Португала осваја титулу континенталног првака, а потом годину дана касније и треће место на Купу конфедерација.

### Голови за репрезентацију
| #  | Датум         | Стадион            | Противник | Гол | Резултат | Такмичење               |
| -- | ------------- | ------------------ | --------- | --- | -------- | ----------------------- |
| 1. | 18. јун 2017. | Казањ арена, Казањ | Мексико   | 2:1 | 2:2      | Куп конфедерација 2017. |

## Успеси и признања
Спортинг Лисабон
- Португалски куп (1): 2014/15.

Академика Коимбра
- Португалски куп (1): 2011/12.

Арсенал
- ФА Комјунити шилд: 2020.

Португал
- Европско првенство:  2016.
- Куп конфедерација:  2017.